# Athetis denisi
Athetis denisi là một loài bướm đêm trong họ Noctuidae.